# Lotte Jäger
Lotte Jäger ist der Titel einer deutschen Kriminalfilm-Reihe mit Silke Bodenbender in der Titelrolle. Die Reihe wird für das ZDF produziert und seit 2016 ausgestrahlt.

## Handlung
Die Oberkommissarin Lotte Jäger leitet in Potsdam eine Abteilung der Kriminalpolizei für ungeklärte Fälle. Da diese mitunter Jahrzehnte zurückliegen, lassen sich mit der inzwischen zur Verfügung stehenden Technik gerade im forensischen Bereich ganz neue Erkenntnisse erzielen. Viele Straftaten reichen dabei auch in die Zeit der DDR zurück und unschuldig Verurteilte können mitunter entlastet werden.

## Episodenliste
| Nr. | Originaltitel                    | Erstausstrahlung | Regie            | Drehbuch                  | Zuschauer             |
| --- | -------------------------------- | ---------------- | ---------------- | ------------------------- | --------------------- |
| 1   | Lotte Jäger und das tote Mädchen | 12. Sep. 2016    | Sherry Hormann   | Rolf Basedow, Ralf Zöller | 5,11 Mio. (18,0 % MA) |
| 2   | Lotte Jäger und die Tote im Dorf | 3. Sep. 2018     | Francis Meletzky | Rolf Basedow              | 5,99 Mio. (20,8 % MA) |

## Kritiken
Rainer Tittelbach von tittelbach.tv meinte: „Das ZDF kommt kurz vor dem Aus von Bella Block und Unter Verdacht mit einem neuen Premium-Krimi, der in seiner Struktur etwas an Sperling erinnert.“ „Lotte Jäger gibt [in dieser Krimireihe] die Erzählperspektive vor, und sie bestimmt mit ihren Aussetzern maßgeblich die Tonlage“ der Filme. Silke Bodenbender gelinge es „das attraktive Äußere und die innere Verfassung in einem aufregenden Spannungsverhältnis stehen“. Auch Sebastian Hülk überzeuge „als Rechercheur, zunächst im Hintergrund, als unaufgeregter Stubenhocker und Akten-Wälzer, später dann als seelischer Beistand und Antriebskraft bei der Lösung.“